# Liste markanter und alter Baumexemplare in Hessen
Markante und alte Bäume in Hessen haben meist ein Alter zwischen 300 und 600 Jahren. Viele Dörfer haben sogenannte tausendjährige Eichen oder Linden, die bei näherer Untersuchung diesen Anspruch meist nicht erfüllen. Die Altersdaten beruhen meist auf Schätzung oder Überlieferung, nur wenige einzelne Bäume sind anhand von Quellen oder Kernbohrung verlässlich altersbestimmt (siehe auch Altersbestimmung von Bäumen). Darüber hinaus existieren einige Bäume, die schon deshalb besonders interessant sind, weil sie das älteste bekannt gewordene Exemplar einer Art oder das größte jemals bekannt gewordene Exemplar darstellen.

Siehe auch Kategorie Einzelbaum in Hessen.
| Bild | Name                                                    | Gattung/Art                                                                   | Stamm- umfang          | Höhe (m) | ungefähres Alter (Jahre)       | Ort                                                                           | Landkreis                            | Besonderheiten |
| --- | ------------------------------------------------------- | ----------------------------------------------------------------------------- | ---------------------- | -------- | ------------------------------ | ----------------------------------------------------------------------------- | ------------------------------------ | --- |
| Alte Eiche bei Roßbach (2017) | Alte Eiche bei Roßbach                                  | Eichen (Quercus)/ Stieleiche Quercus robur                                    | 6,10 m (2020)          | 11 m     | 300–700                        | Roßbach Gemeinde Bischoffen Lage                                              | Lahn-Dill-Kreis                      | Naturdenkmal „700-jährige Eiche Roßbach“ (Nr. 156)                                                                                   |
| Alte Eiche an Zufahrt zur Burg Dehrn (2020) | Alte Eiche, Zufahrt Burg Dehrn                          | Eichen (Quercus)/ Stieleiche Quercus robur                                    | 7,85 m (2020)          | 25 m     | 300–500                        | Burg Dehrn Gemarkung Dehrn Stadt Runkel Lage                                  | Limburg-Weilburg                     | Teil des Naturdenkmals „2 Eichen am Schloss Dehrn“ (Nr. 3533024)                                                                     |
| weitere Bilder | Auerbacher Burgkiefer                                   | Waldkiefer                                                                    |                        |          | 300                            | Schloss Auerbach Auerbach Stadt Bensheim Lage                                 | Landkreis Bergstraße                 | eine der markantesten Baumgestalten Deutschlands                                                                                     |
| weitere Bilder | Blofelder Wildkirsche                                   | Vogel-Kirsche                                                                 | 5,90 m                 | 14 m     | 160–200                        | Blofeld Stadt Reichelsheim Lage                                               | Wetteraukreis                        | dickster und ältester Kirschbaum Deutschlands                                                                                        |
| Briefmarkeneiche bei Beberbeck (2017) | Briefmarkeneiche bei Beberbeck                          | Eichen (Quercus)/ Stieleiche Quercus robur                                    | 7,25 m (2016)          | 10 m     | 425 ± 100 gepflanzt 1600 ± 100 | Beberbeck Stadt Hofgeismar Lage                                               | Kassel                               | Teil des Naturdenkmals „Gruppe alter Hutebäume (24 Eichen)“ (Nr. 6.33.362)                                                           |
| Linde im Zwinger, oder „die Burglinde“ | Burglinden in Homberg                                   | Sommerlinde (Tilia platyphyllos)/ Winterlinden Tilia cordata (3 Bäume)        | 9,22 m 7,53 m 7,05 m   |          | 400–800 400                    | Homberg (Ohm) Lage                                                            | Vogelsbergkreis                      | Die als Hohler Baum bezeichnete Sommerlinde vor dem Burgeingang wurde im April 2024 zum Nationalerbe-Baum ausgezeichnet.             |
| weitere Bilder | † Dicke Eiche bei Airlenbach                            | Eiche                                                                         | 8,30 m                 |          | 800–1000                       | Airlenbach Stadt Oberzent Lage                                                | Odenwaldkreis                        | Baumruine / Totholzbiotop |
| weitere Bilder | Dicke Eiche bei Helmarshausen                           | Eichen (Quercus)/ Stieleiche Quercus robur                                    | 7,90 m (2017)          | 17 m     | 520 gepflanzt um 1505          | Helmarshausen Stadt Bad Karlshafen Lage                                       | Kassel                               | Naturdenkmal (Nr. 6.33.031) |
| Dicke Eiche in Roßbach (2018) | Dicke Eiche in Roßbach                                  | Eichen (Quercus)/ Stieleiche Quercus robur                                    | 7,27 m (Taille) (2020) | 19 m     | 350–500                        | Roßbach Gemeinde Bischoffen Lage                                              | Lahn-Dill-Kreis                      | Naturdenkmal (Nr. 43) |
| „Dicke Eiche“, Neubaugebiet Am Gewenn, Bad Endbach(Wommelshausen) | Dicke Eiche bei Wommelshausen                           | Eiche                                                                         | 5,10 m                 | 21 m     | 450/500                        | Neubaugebiet Am Gewenn                                                        | Landkreis Marburg-Biedenkopf         | |
| weitere Bilder | Dorflinde in Aua                                        | Linde                                                                         |                        |          | 1200                           | Aua Gemeinde Neuenstein Lage                                                  | Hersfeld-Rotenburg                   | |
| Douglasie Schlosspark Eisenbach (2018) | Douglasie Schlosspark Eisenbach                         | Douglasie (Pseudotsuga menziesii)                                             | 4,48 m (2013)          | 35 m     |                                | Schloss Eisenbach Frischborn Stadt Lauterbach Lage                            | Vogelsbergkreis                      | |
| Eckerbaum Datterode (2008) | Eckerbaum                                               | Buche                                                                         |                        |          | 700                            | Datterode Gemeinde Ringgau Lage                                               | Werra-Meißner-Kreis                  | |
| weitere Bilder | Eiche am Affenteich bei Gut Windhausen                  | Eichen (Quercus)/ Stieleiche Quercus robur                                    | 7,20 m (2020)          | 28 m     | 320 gepflanzt um 1705          | Landschaftspark Gut Windhausen Gemarkung Heiligenrode Gemeinde Niestetal Lage | Kassel                               | Teil des Naturdenkmals „2 Eichen“ (Nr. 6.33.582) nördliche Eiche am Affendenkmal                                                     |
| ND Eiche am Beinhardshof bei Rosbach vor der Höhe | Eiche am Beinhardshof bei Rosbach vor der Höhe          | Eichen (Quercus)/ Stieleiche Quercus robur                                    | 7,40 m (Taille) (2018) | 10 m     | 350 (circa)                    | Beinhardshof Gemarkung Ober-Rosbach Gemeinde Rosbach vor der Höhe Lage        | Wetteraukreis                        | Naturdenkmal 440.138, „Eiche (am Südostrand des Beinhardswaldes)“ in Ober-Rosbach                                                    |
| Bild gesucht Die Wikipedia wünscht sich an dieser Stelle ein Bild vom hier behandelten Ort. Falls du dabei helfen möchtest, erklärt die Anleitung , wie das geht. BW | Eiche an der Erbbegräbnisstätte bei Hausen              | Eichen (Quercus)/ Stieleiche Quercus robur                                    | 7,51 m (Taille) (2015) | 20 m     | 400–800                        | Hausen Gemeinde Oberaula Lage                                                 | Schwalm-Eder-Kreis                   | Teil des Naturdenkmals „2 Eichen Am Birket, v. Dörnbergischer Friedhof“ (Nr. 634.800)                                                |
| Eiche beim Forsthaus Sterzhausen am Wollenberg (2008) | Eiche beim Forsthaus Sterzhausen am Wollenberg          | Eichen (Quercus)/ Stieleiche Quercus robur                                    | 7,16 m (2020)          | 21 m     | 700 (circa)                    | Sterzhausen Gemeinde Lahntal Lage                                             | Marburg-Biedenkopf                   | Naturdenkmal „Stieleiche, Am Waldrand in der Nähe des Forsthauses“                                                                   |
| weitere Bilder | Eiche beim Gut Bodenhausen                              | Eichen (Quercus)/ Stieleiche Quercus robur                                    | 7,05 m (2016)          | 18 m     | 350 (circa)                    | Gut Bodenhausen Gemarkung Ehlen Gemeinde Habichtswald Lage                    | Kassel                               | Naturdenkmal (Nr. 6.33.307) |
| Bild gesucht Die Wikipedia wünscht sich an dieser Stelle ein Bild vom hier behandelten Ort. Falls du dabei helfen möchtest, erklärt die Anleitung , wie das geht. BW | Eiche bei Moischeid                                     | Eichen (Quercus)/ Stieleiche Quercus robur                                    | 8,14 m (2020)          | 26 m     | 400–500                        | Moischeid Gemeinde Gilserberg Lage                                            | Schwalm-Eder-Kreis                   | |
| weitere Bilder | Eiche in der Karlsaue in Kassel                         | Eichen (Quercus)/ Stieleiche Quercus robur                                    | 8,00 m (Taille) (2018) | 32 m     | 425 ± 50 gepflanzt 1600 ± 50   | Karlsaue Kassel Lage                                                          | Kassel (kreisfreie Stadt)            | die massereichste Eiche Hessens |
| Eiche in der Kreuzwiese (2017) | Eiche in der Kreuzwiese                                 | Eiche                                                                         |                        |          |                                | Engelrod Gemeinde Lautertal Lage                                              | Vogelsbergkreis                      | Naturdenkmal |
| weitere Bilder | Eschersheimer Linde                                     | Winterlinde                                                                   | 5,00 m                 | 25 m     | > 300                          | Eschersheimer Landstraße in Frankfurt am Main Lage                            | Frankfurt am Main (kreisfreie Stadt) | |
| | † Feldulme                                              | Ulme                                                                          | 5,00 m                 |          | > 150                          | Caldern Gemeinde Lahntal                                                      | Marburg-Biedenkopf                   | Baum wurde restlos beseitigt (Stand 2017)                                                                                            |
| weitere Bilder | † Friedhofseiche in Beberbeck                           | Eichen (Quercus)/ Stieleiche Quercus robur                                    | 6,50 m (2014)          | 10 m     | 300 (circa)                    | Beberbeck Stadt Hofgeismar Lage                                               | Kassel                               | Naturdenkmal (Nr. 6.33.365) 2016 abgestorben, stehendes Totholz                                                                      |
| weitere Bilder | Geisenheimer Linde                                      | Linde                                                                         | 5,85 m                 |          | 700                            | Geisenheim (Rheingau) Lage                                                    | Rheingau-Taunus-Kreis                | 1568 erstmals erwähnt |
| weitere Bilder | Gerichtseiche Gahrenberg                                | Eiche                                                                         | 8,60 m                 |          | 350–550                        | Gutsbezirk Reinhardswald (Gemeindefreies Gebiet) Lage                         | Kassel                               | Naturdenkmal (ND-Nr. 6.33.673) Zweiter Baum in Liste                                                                                 |
| weitere Bilder | Gerichtseiche am Galgenberg (eigentlich Gänseberg)      | Eiche                                                                         | 7,00 m                 |          | 700                            | Burgwald bei Rosenthal Lage                                                   | Waldeck-Frankenberg                  | Naturdenkmal (ND-Nr. 16 002) |
| weitere Bilder | Ginkgo in Rödelheim                                     | Ginkgo                                                                        |                        | 18 m     | 275 gepflanzt 1750             | Petrihaus in Frankfurt-Rödelheim Lage                                         | Frankfurt am Main (kreisfreie Stadt) | ältester Ginkgo in Deutschland |
| Götzener Linde (2017) | Götzener Linde                                          | Sommerlinde                                                                   | 6,15 m                 | 20 m     | 250–300                        | Götzen Stadt Schotten Lage                                                    | Vogelsbergkreis                      | Naturdenkmal (als „Linde am Tiefenweg“ bezeichnet)                                                                                   |
| Bild gesucht Die Wikipedia wünscht sich an dieser Stelle ein Bild vom hier behandelten Ort. Falls du dabei helfen möchtest, erklärt die Anleitung , wie das geht. BW | Hängebuche im Schlosspark                               | Hänge-Buche                                                                   | 4,92 m                 | 20 m     | 149 gepflanzt 1876             | Schlosspark Rauischholzhausen Gemeinde Ebsdorfergrund Lage                    | Marburg-Biedenkopf                   | aus einem Hutewald entstandener, 30 ha großer Landschaftspark mit über 300 verschiedenen Busch- und Baumsorten                       |
| weitere Bilder | Hammundeseiche                                          | Eiche                                                                         | 8,77 m                 |          | 400–600                        | Seulingswald bei Friedewald Lage                                              | Hersfeld-Rotenburg                   | frühere Dorfeiche der Wüstung Hammundeseiche                                                                                         |
| weitere Bilder | Himmelsberger Linde                                     | Sommerlinde                                                                   | 8,98 m                 | 24–25 m  | 450–1000                       | Himmelsberg Stadt Kirchhain Lage                                              | Marburg-Biedenkopf                   | geleitete Tanz,- und Gerichtslinde                                                                                                   |
| Bild gesucht Die Wikipedia wünscht sich an dieser Stelle ein Bild vom hier behandelten Ort. Falls du dabei helfen möchtest, erklärt die Anleitung , wie das geht. BW | Hohle Eiche bei Elnrode                                 | Eichen (Quercus)/ Stieleiche Quercus robur                                    | 7,45 m (2020)          | 20 m     | 350–500                        | Elnrode-Strang Gemeinde Jesberg Lage                                          | Schwalm-Eder-Kreis                   | |
| | Huteeichen am Forsthaus Hirschberg                      | Eiche                                                                         | 7,25 m (Dickste)       |          | 300                            | Bracht Stadt Rauschenberg Lage                                                | Marburg-Biedenkopf                   | 13 Eichen Naturdenkmal (ND-Nr. 300) dritter Eintrag in ND-Liste                                                                      |
| weitere Bilder | Huteeiche 1 auf dem Acker bei Beberbeck                 | Eichen (Quercus)/ Stieleiche Quercus robur                                    | 7,00 m (2016)          | 13 m     | 350 (circa)                    | Beberbeck Stadt Hofgeismar Lage                                               | Kassel                               | Teil des Naturdenkmals „Gruppe alter Hutebäume (6 Eichen, 1 Wildapfel)“ (Nr. 6.33.361) Huteeiche 1                                   |
| weitere Bilder | Huteeiche 2 auf dem Acker bei Beberbeck                 | Eichen (Quercus)/ Stieleiche Quercus robur                                    | 7,75 m (2016)          | 14 m     | 350 (circa)                    | Beberbeck Stadt Hofgeismar Lage                                               | Kassel                               | Teil des Naturdenkmals „Gruppe alter Hutebäume (6 Eichen, 1 Wildapfel)“ (Nr. 6.33.361) Huteeiche 2                                   |
| weitere Bilder | Huteeiche 3 Dicke Margarete auf dem Acker bei Beberbeck | Eichen (Quercus)/ Stieleiche Quercus robur                                    | 8,08 m (Taille)(2015)  | 10 m     | 360–520                        | Beberbeck Stadt Hofgeismar Lage                                               | Kassel                               | Teil des Naturdenkmals „Gruppe alter Hutebäume (6 Eichen, 1 Wildapfel)“ (Nr. 6.33.361) Huteeiche 3                                   |
| weitere Bilder | † Huteeiche 4 auf dem Acker bei Beberbeck               | Eichen (Quercus)/ Stieleiche Quercus robur                                    | 7,50 m (2016)          | 5 m      | 400 (circa)                    | Beberbeck Stadt Hofgeismar Lage                                               | Kassel                               | Teil des Naturdenkmals „Gruppe alter Hutebäume (6 Eichen, 1 Wildapfel)“ (Nr. 6.33.361) Huteeiche 4                                   |
| Huteeiche auf Viehweide bei Beberbeck (1) (2017) | Huteeiche auf Viehweide bei Beberbeck (1)               | Eichen (Quercus)/ Stieleiche Quercus robur                                    | 6,55 m (2016)          | 17 m     | 300 (circa)                    | Beberbeck Stadt Hofgeismar Lage                                               | Kassel                               | Teil des Naturdenkmals „Gruppe alter Hutebäume (24 Eichen) “ (Nr. 6.33.362)                                                          |
| Huteeiche auf Viehweide bei Beberbeck (2) (2017) | Huteeiche auf Viehweide bei Beberbeck (2)               | Eichen (Quercus)/ Stieleiche Quercus robur                                    | 6,47 m (Taille) (2016) | 10 m     | 300 (circa)                    | Beberbeck Stadt Hofgeismar Lage                                               | Kassel                               | Teil des Naturdenkmals „Gruppe alter Hutebäume (24 Eichen) “ (Nr. 6.33.362)                                                          |
| Huteeiche auf Viehweide bei Beberbeck (3) (2017) | Huteeiche auf Viehweide bei Beberbeck (3)               | Eichen (Quercus)/ Stieleiche Quercus robur                                    | 6,00 m (Taille) (2016) | 16 m     | 350 (circa)                    | Beberbeck Stadt Hofgeismar Lage                                               | Kassel                               | Teil des Naturdenkmals „Gruppe alter Hutebäume (24 Eichen) “ (Nr. 6.33.362)                                                          |
| Hybrid-Schwarzpappel (2018) | Hybrid-Schwarzpappel                                    | Hybrid-Schwarzpappel (Populus × canadensis)                                   | 5,44 m (2013)          | 32 m     |                                | Schloss Eisenbach Frischborn Stadt Lauterbach Lage                            | Vogelsbergkreis                      | |
| | Hybrid-Schwarzpappel                                    | Hybrid-Schwarzpappel (Populus × canadensis)                                   | 6,24 m (2024)          | 42 m     | 65–75 (circa)                  | Lampertheim                                                                   | Bergstraße                           | Größter Baum des Waldes zwischen Lampertheim und Sandtorf                                                                            |
| Bild gesucht Die Wikipedia wünscht sich an dieser Stelle ein Bild vom hier behandelten Ort. Falls du dabei helfen möchtest, erklärt die Anleitung , wie das geht. BW | Kahlenbergeiche bei Hundshausen                         | Eichen (Quercus)/ Stieleiche Quercus robur                                    | 7,10 m (2020)          | 19 m     | 350–400                        | Hundshausen Gemeinde Jesberg Lage                                             | Schwalm-Eder-Kreis                   | |
| Kamineiche Urwald Sababurg (2007) | Kamineiche im Urwald Sababurg                           | Stieleiche                                                                    | 7,20 m (2017)          | 19 m     | 400 (circa)                    | Urwald Sababurg im Gutsbezirk Reinhardswald (Gemeindefreies Gebiet) Lage      | Kassel                               | weitere 8 monumentale Hute-Eichen sowie etliche dicke Buchen in Hessens ältestem NSG                                                 |
| weitere Bilder | Kirchhofslinde Homberg                                  | Linde                                                                         |                        |          | 730                            | Homberg (Efze) Lage                                                           | Schwalm-Eder-Kreis                   | |
| Kirchlinde Langendernbach (2009) | Kirchlinde                                              | Linde                                                                         | 11,75 m                |          | 500–800                        | Langendernbach Gemeinde Dornburg Lage                                         | Limburg-Weilburg                     | Naturdenkmal (ND-Nr. 3533003 1) |
| Kroneiche (2017) | Kroneiche Niedernhausen                                 | Eichen (Quercus)/ Traubeneiche Quercus petraea                                | 7,13 m (Taille) (2018) | 26 m     | 400 (circa)                    | nahe Königshofen, jedoch auf Gemarkung Engenhahn Gemeinde Niedernhausen Lage  | Rheingau-Taunus-Kreis                | Naturdenkmal (ND-Nr. 10/1) |
| Küsten-Tanne im Schlosspark Friedelhausen (2019) | Küsten-Tanne im Schlosspark Friedelhausen               | Küsten-Tanne                                                                  | 5,10 m                 | 59,3 m   | 145 gepflanzt 1880             | Schloss Friedelhausen Lollar Lage                                             | Gießen                               | wahrscheinlich höchster Baum Hessens gemessen 2020                                                                                   |
| ild bei Reinhardshagen (2022) | Lämmereiche am Staufenberg im Reinhardswald             | Eichen (Quercus)/ Stieleiche Quercus robur                                    | 7,35 m (2016)          | 21 m     | 700–800                        | Gutsbezirk Reinhardswald (Gemeindefreies Gebiet) Lage                         | Kassel                               | |
| Libanonzeder im Schlossgarten Bad Homburg (2007) | Libanonzeder im Schlossgarten                           | Zeder                                                                         | 6,00 m                 |          | 203 gepflanzt 1822             | Schlossgarten Bad Homburg Lage                                                | Hochtaunuskreis                      | Kronendurchmesser ca. 30 m |
| weitere Bilder | Linde im Mittelstedter Feld                             | Linde                                                                         |                        |          | > 400                          | Wüstung Mittelstedten bei Oberursel Lage                                      | Hochtaunuskreis                      | Gerichtslinde Teil eines Kunstwerks                                                                                                  |
| weitere Bilder | Linde in Schenklengsfeld                                | Linde                                                                         | 17,4 m                 |          | > 1000                         | Schenklengsfeld Lage                                                          | Hersfeld-Rotenburg                   | geleitete Tanz,- und Gerichtslinde einer der ältesten Bäume Deutschlands                                                             |
| weitere Bilder | Meßfelder Eiche bei Hungen                              | Eichen (Quercus)/ Stieleiche Quercus robur                                    | 7,40 m (2015)          | 19 m     | 375 gepflanzt um 1650          | Hungen Lage                                                                   | Landkreis Gießen                     | Naturdenkmal (ND 32) |
| Bild gesucht Die Wikipedia wünscht sich an dieser Stelle ein Bild vom hier behandelten Ort. Falls du dabei helfen möchtest, erklärt die Anleitung , wie das geht. BW | Muhleiche im Mönchbruch bei Rüsselsheim                 | Eichen (Quercus)/ Stieleiche Quercus robur                                    | 7,15 m (2014)          | 26 m     | 350 (circa)                    | NSG Mönchbruch Stadt Rüsselsheim am Main Lage                                 | Kreis Groß-Gerau                     | |
| | Platane im Alten Botanischen Garten                     | Ahornblättrige Platane                                                        | 6,00 m                 |          | > 200                          | Alter Botanischer Garten Marburg Lage                                         | Marburg-Biedenkopf                   | Kronendurchmesser ca. 50 m |
| Pyramideneiche im Kurpark (2017) | Pyramideneiche im Kurpark                               | Eichen (Quercus)/ Eichen (Quercus)/ Pyramideneiche Quercus robur ‚Fastigiata‘ | 6,17 m                 | 36 m     | 200 (cira)                     | Kurpark Wiesbaden Lage                                                        | Wiesbaden (kreisfreie Stadt)         | höchste Pyramideneiche in Deutschland                                                                                                |
| Pyramideneiche, Zufahrt Burg Dehrn (2020) | Pyramideneiche, Zufahrt Burg Dehrn                      | Eichen (Quercus)/ Pyramideneiche Quercus robur ‚Fastigiata‘                   | 6,40 m (2020)          | 17 m     | 200 (circa)                    | Burg Dehrn Gemarkung Dehrn Stadt Runkel Lage                                  | Limburg-Weilburg                     | Teil des Naturdenkmals „2 Eichen am Schloss Dehrn“ (Nr. 3533024); eine der dicksten Pyramideneichen Deutschlands                     |
| Rapp-Eiche Urwald Sababurg (2019) | Rapp-Eiche im Urwald Sababurg                           | Eichen (Quercus)/ Stieleiche Quercus robur                                    | 6,00 m (2017)          | 22 m     | 300 (circa)                    | Urwald Sababurg im Gutsbezirk Reinhardswald (Gemeindefreies Gebiet) Lage      | Kassel                               | weitere 8 monumentale Hute-Eichen sowie etliche dicke Buchen in Hessens ältestem NSG                                                 |
| Rieseneiche Albshausen | Rieseneiche Albshausen                                  | Eiche                                                                         | 8,05 m                 |          | 400                            | Albshausen Stadt Solms Lage                                                   | Lahn-Dill-Kreis                      | Stammtorso, treibt jährlich noch aus                                                                                                 |
| weitere Bilder | Riesenmammutbaum bei Schotten                           | Mammutbaum                                                                    | 8,25 m                 | 36 m     | 125 gepflanzt 1900             | Schotten Lage                                                                 | Vogelsbergkreis                      | einer der dicksten Mammutbäume Deutschlands                                                                                          |
| | Riesenmammutbaum im Fürstenlager                        | Mammutbaum                                                                    | 4,8 m                  | 53 m     | 173 gepflanzt 1852             | Bensheim Lage                                                                 | Bergstraße                           | einer der höchsten Mammutbäume Deutschlands                                                                                          |
| Russeneiche | Russeneiche                                             | Eiche                                                                         | 5,00 m                 |          | 450 (2009)                     | Rehbach Stadt Michelstadt Lage                                                | Odenwaldkreis                        | |
| Saueiche bei Büßfeld (2016) | Saueiche bei Büßfeld                                    | Eichen (Quercus)/ Stieleiche Quercus robur                                    | 7,02 m (2020)          | 23 m     | 300–500                        | BüßfeldStadt Homberg (Ohm) Lage                                               | Vogelsbergkreis                      | Naturdenkmal |
| Schiefe Eiche am Rhein in Hattenheim (2013) | Schiefe Eiche am Rhein in Hattenheim                    | Eichen (Quercus)/ Stieleiche Quercus robur                                    | 7,08 m (Taille) (2014) | 22 m     | 350 (circa)                    | Hattenheim Stadt Eltville am Rhein Lage                                       | Rheingau-Taunus-Kreis                | Naturdenkmal „Eiche auf dem Campingplatz“ (ND-Nr. 2/27)                                                                              |
| weitere Bilder | Schöne Eiche                                            | Eiche                                                                         |                        |          | 550                            | Harreshausen Stadt Babenhausen Lage                                           | Darmstadt-Dieburg                    | Stammmutter der Pyramiden-Eiche (Mutation der Stieleiche)                                                                            |
| | Schwarzpappel in Rüdesheim                              | Pappel                                                                        | 8,2 m (2019)           | 27 m     | 134 (gepflanzt 1890)           | Rüdesheim am Rhein                                                            | Rheingau-Taunus-Kreis                | eine der dicksten Schwarzpappeln Deutschlands                                                                                        |
| Starke Eiche Urwald Sababurg (2019) | Starke Eiche im Urwald Sababurg                         | Eichen (Quercus)/ Stieleiche Quercus robur                                    | 7,20 m (2017)          | 28 m     | 350 (circa)                    | Urwald Sababurg im Gutsbezirk Reinhardswald (Gemeindefreies Gebiet) Lage      | Kassel                               | weitere 8 monumentale Hute-Eichen sowie etliche dicke Buchen in Hessens ältestem NSG                                                 |
| Stechpalme in Trösel (2014) | Stechpalme in Trösel                                    | Stechpalme                                                                    |                        |          |                                | Trösel am Waldskopf, Gemeinde Gorxheimertal Lage                              | Landkreis Bergstraße                 | Naturdenkmal (ND-Nr. 431.8-21), größte Stechpalme Deutschlands                                                                       |
| Stieleiche am Schloss Eisenbach (2018) | † Stieleiche am Schloss Eisenbach                       | Stieleiche (Quercus robur)                                                    | 6,85 m (2015)          | 19 m     |                                | Schloss Eisenbach Frischborn Stadt Lauterbach Lage                            | Vogelsbergkreis                      | Zwischen 2015 und 2020 abgestorben und auseinandergebrochen;                                                                         |
| Tausendjährige Eiche bei Schloß Eisenhammer (2019) | Tausendjährige Eiche bei Schloß Eisenhammer             | Eichen (Quercus)/ Stieleiche Quercus robur                                    | 7,95 m (2019)          | 22 m     | 400–500                        | Schloss Eisenhammer in Neuenschmidten Gemeinde Brachttal Lage                 | Main-Kinzig-Kreis                    | Naturdenkmal (ND-Nr. 435035) |
| weitere Bilder | 1000-jährige Linde in Reinborn                          | Linde                                                                         | 14,00 m                |          | 1000                           | Reinborn Gemarkung Niederems Gemeinde Waldems Lage                            | Rheingau-Taunus-Kreis                | der Stamm ist in drei Teile gespalten und wird gestützt                                                                              |
| Bild gesucht Die Wikipedia wünscht sich an dieser Stelle ein Bild vom hier behandelten Ort. Falls du dabei helfen möchtest, erklärt die Anleitung , wie das geht. BW | Traubeneiche am Fürstengrab im Büdinger Wald            | Eichen (Quercus)/ Traubeneiche Quercus petraea                                | 7,60 m (2019)          | 29 m     | 350 (circa)                    | Büdinger Wald Gemarkung Rinderbügen Stadt Büdingen Lage                       | Wetteraukreis                        | Naturdenkmal (Nr. 440.125), dickste Traubeneiche in Deutschland                                                                      |
| weitere Bilder | Verlobungseiche bei Laubach                             | Eichen (Quercus)/ Stieleiche Quercus robur                                    | 7,59 m (Taille) (2014) | 18 m     | 350–500                        | Laubach Gemarkung Rhoden Stadt Diemelstadt Lage                               | Waldeck-Frankenberg                  | Naturdenkmal „Traubeneiche“ (Nr. 07 004)                                                                                             |
| weitere Bilder | Wartbaum                                                | Sommerlinde                                                                   | 5,20 m                 | ca. 24 m | 425 gepflanzt um 1600          | Windecken Stadt Nidderau Lage                                                 | Main-Kinzig-Kreis                    | |
| | Weide in Kirchhain                                      | Silber-Weide                                                                  | 7,73 m                 |          | 150–200                        | Kirchhain Lage                                                                | Marburg-Biedenkopf                   | |
| Bild gesucht Die Wikipedia wünscht sich an dieser Stelle ein Bild vom hier behandelten Ort. Falls du dabei helfen möchtest, erklärt die Anleitung , wie das geht. BW | Weiherhofeiche bei Waldensberg                          | Eichen (Quercus)/ Stieleiche Quercus robur                                    | 7,50 m (2019)          | 22 m     | 350–500                        | Weiherhof Gemarkung Waldensberg Stadt Wächtersbach Lage                       | Main-Kinzig-Kreis                    | Naturdenkmal „Weiherhofeiche“ (Nr. 435058)                                                                                           |
| Zigeunereiche bei Wilsbach (2017) | Zigeunereiche bei Wilsbach                              | Eichen (Quercus)/ Stieleiche Quercus robur                                    | 6,90 m (2017)          | 21 m     | 350–600                        | Wilsbach Gemeinde Bischoffen Lage                                             | Lahn-Dill-Kreis                      | Naturdenkmal „Zigeunereiche Wilsbach“ (ohne Nummer)                                                                                  |
| | Dorflinde in Malchen                                    | Sommerlinde(Tilia platyphyllos)                                               |                        |          | ca. 500                        | Malchen, Gemeinde Seeheim-Jugenheim                                           | Landkreis Darmstadt-Dieburg          | Baumveteran; https://www.baumkunde.de/baumregister/434-dorflinde_in_malchen/ siehe auch Liste der Naturdenkmale in Seeheim-Jugenheim |